# Natalia Morskova
Natalia Morskova, née Natalia Guennadievna Kirtchik (en russe : Наталья Геннадьевна Кирчик) le 17 janvier 1966 à Rostov-sur-le-Don, est une ancienne joueuse de handball internationale soviétique naturalisée espagnole.

## Carrière
Natalia commence le handball en 1978. Elle effectuera l'essentiel de sa carrière dans le club du Rostselmash Rostov avec lequel elle remporte la Coupe d'Europe des vainqueurs de coupe en 1990 et deux titres de Championne d'Union soviétique en 1990 et 1991.
Avec l'équipe nationale d'URSS, elle remporte notamment deux titres mondiaux (1986 et 1990) et deux médailles olympiques en 1988 à Séoul et 1992 à Barcelone (avec l'équipe unifiée de l'ex-URSS).
En 1991, après la chute de l'Union soviétique, elle rejoint l'Espagne et le club de Mar Valencia où elle reste durant 14 années. Avec le club espagnol, elle remporte 11 titres de championne d'Espagne, 9 coupes d'Espagne et la Ligue des champions en 1997. Elle inscrit 25 buts lors des deux matches de la finale. 
Elle acquiert la nationalité espagnole le 12 mars 1998 et joue ensuite pour l'équipe nationale d'Espagne jusqu'en 2002 avec laquelle elle est internationale à 49 reprises pour 396 buts inscrits, soit une moyenne assez impressionnante de plus de 8 buts par sélection.
En juin 2005, à presque 40 ans, elle met un terme à sa carrière.
Après quelques années comme entraîneuse des équipes de jeunes du club de Mar Valencia, elle prend la direction de l'équipe première en octobre 2012.

## Palmarès

### En équipes nationales
Jeux olympiques
- médaille de bronze aux Jeux olympiques de 1988 avec l' Union soviétique
- médaille de bronze aux Jeux olympiques de 1992 avec l' Équipe unifiée

Championnats du monde
- médaille d'or au Championnat du monde 1986 avec l' Union soviétique
- médaille d'or au Championnat du monde 1990 avec l' Union soviétique
- 5e place au Championnat du monde 1993 avec la  Russie
- 10e place au Championnat du monde 2001 avec l' Espagne

Championnats d'Europe
- 12e place au Championnat d'Europe 1998 avec l' Espagne

Autres
- médaille d'or aux Goodwill Games de 1986

### En club
Compétitions internationales
- Vainqueur de la Coupe d'Europe des vainqueurs de coupe en 1990 (avec Rostselmash Rostov)
- Vainqueur de la Ligue des champions en 1997 (avec Mar Valencia)

Compétitions nationales
- Vainqueur du Championnat d'Union soviétique (2) : 1990 et 1991 (avec Rostselmash Rostov)
- Vainqueur du Championnat d'Espagne (11) : 1992, 1993, 1994, 1995, 1996, 1997, 1998, 2000, 2001, 2002 et 2005 (avec Mar Valencia)
- Vainqueur de la coupe d'Espagne (9) : 1992, 1993, 1994, 1995, 1996, 1997, 1998, 1999 et 2000 (avec Mar Valencia)

### Récompenses individuelles
- Meilleure joueuse et meilleure marqueuse (61 buts, soit 8,7 buts par match) du Championnat du monde de 1986[7]
- Meilleure marqueuse avec 41 buts et meilleure arrière gauche aux Jeux olympiques de 1992[8]
- Meilleure marqueuse de la Ligue des champions (3) : 1994 (102 buts), 1997 (150 buts) et 1998 (127 buts)
- nommée à l'élection de la meilleure handballeuse mondiale de l'année : 5e en 1994 et 3e en 2001[9]
- 2e meilleure marqueuse du Championnat du monde 1993 avec  Russie
- 3e meilleure marqueuse du Championnat du monde 2001 avec  Espagne